# Dewoitine D.333
Il Dewoitine D.333 era un aereo di linea, monoplano e trimotore, realizzato dall'azienda aeronautica francese Société Aéronautique Française (SAF) nella seconda metà degli anni trenta.
Sviluppo del precedente D.332, fu prodotto in tre esemplari che trovarono impiego con l'Air France fino allo scoppio della seconda guerra mondiale.

## Storia del progetto
Se non diversamente indicato, i dati sono tratti da "Dewoitine D.333" su www.aviationsmilitaires.net.
In seguito all'incidente che il 15 gennaio del 1934 portò alla perdita del D.332 Emeraude, l'Air France annullò l'ordine di produzione per una serie di ventuno aerei della medesima famiglia già ordinati; fu dato corso al completamento di soli tre esemplari, in considerazione della necessità di riequipaggiare con nuovi velivoli la flotta destinata ai collegamenti a lungo raggio.
Il progetto originario, pur mantenendo pressoché invariate le linee esteriori, fu profondamente rivisto in particolare in ragione dei nuovi requisiti di robustezza strutturale che richiedevano l'incremento del fattore di carico dal minimo precedentemente fissato in "5" al nuovo valore di "7".
Furono perciò riviste sia la struttura della fusoliera che quella dell'ala, anche al fine di consentire l'alloggiamento dei serbatoi di carburante necessari a garantire il collegamento sulla rotta Casablanca-Dakar anche in presenza di venti contrari fino a 50 km/h, come richiesto dalla compagnia di bandiera francese.
Le varie modifiche richieste al progetto produssero una dilazione nei tempi di consegna del primo esemplare, che fu portato in volo solamente il 17 gennaio del 1935. Le prime prove di volo portarono risultati sostanzialmente positivi, tanto che l'unica modifica richiesta fu l'ampliamento della superficie della deriva al fine di correggere l'insorgere di una certa instabilità dell'aereo nei movimenti d'imbardata.
Il primo D.333 fu consegnato all'Air France il 4 maggio 1935 e, immatricolato «F-ANQA», battezzato Antares; seguirono nello stesso mese Cassiopea («F-ANQB») e nel marzo del 1936 Altair («F-ANQC»).

## Tecnica

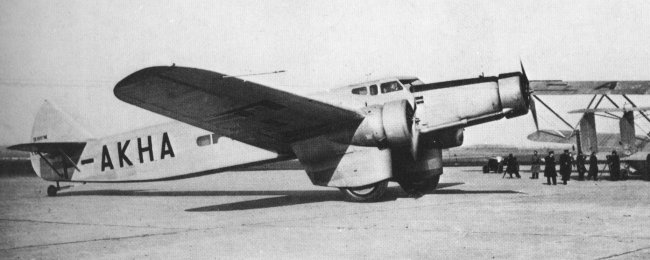
Una foto del primo esemplare del D.333. Si noti la matricola provvisoria «F-AKHA», che sarebbe strata trasformata in «F-ANQA» all'atto della registrazione definitiva.

Il D.333, così come il D.332 da cui derivava, era un aereo monoplano e trimotore con struttura interamente metallica e rivestimento lavorante.
La fusoliera, di sezione quadrata, presentava cabina di pilotaggio completamente chiusa che comprendeva l'alloggiamento di due piloti ed un marconista. Le fonti recuperate non sono univoche nel definire la disposizione della cabina passeggeri e non è chiaro se fossero presenti dieci sedili oppure otto poltrone trasformabili in cuccette durante le tratte notturne.
La struttura dell'ala era a sbalzo, costituita da un singolo longherone e collegata alla zona inferiore della fusoliera, con il bordo d'entrata disposto in corrispondenza dell'abitacolo. In coda l'impennaggio era di tipo classico, monoplano e controventato.
Il carrello d'atterraggio era fisso: le gambe principali erano avvolte in ampie carenature a pantalone mentre nella parte inferiore del cono di coda era presente un ruotino, anch'esso fisso, sterzante.
I motori mantenevano inalterata la disposizione standard per la formula trimotore del predecessore: uno nella parte anteriore della fusoliera e due in gondole alari, raccordate aerodinamicamente con le carenature delle gambe del carrello. L'unità motrice fu ancora una volta il motore radiale Hispano-Suiza 9V, motore a nove cilindri raffreddati ad aria, in grado di sviluppare la potenza di 575 CV (423 kW) al regime di 1900 giri/min. Le eliche erano di tipo bipala e metalliche, realizzate dalla Levasseur.

## Impiego operativo
Dopo aver effettuato test di volo su lunghe distanze, l'aereo ottenne le autorizzazioni necessarie per i voli di linea nel maggio del 1936; i vertici di Air France decisero di destinare il primo esemplare ai collegamenti sulla rotta Tolosa - Casablanca - Dakar. Questo esemplare andò distrutto nel mese di ottobre del 1937 durante un volo tra Dakar e Casablanca, dopo aver incontrato una violenta tempesta; l'incidente costò la vita ai 3 membri dell'equipaggio e a due altri dipendenti della compagnia aerea.
Nel dicembre di quello stesso anno i due esemplari rimasti furono destinati da Air France alla rete di collegamenti del Sud America con base, uno a Rio de Janeiro e l'altro a Buenos Aires. Lo scoppio della seconda guerra mondiale determinò la messa a terra dei due aerei a Buenos Aires. Il governo argentino decise di acquistare i due aerei nel corso del 1943 e li assegnò alla Fuerza Aérea Argentina nel gennaio del 1944; gli aerei furono radiati uno nel corso del 1946 ed il secondo nell'anno successivo.

## Utilizzatori
Argentina
- Fuerza Aérea Argentina

 Francia
- Air France